# マーシュ島 (ルイジアナ州)
マーシュ島 (マーシュとう、Marsh Island) はアメリカ合衆国ルイジアナ州のメキシコ湾沿岸にある島。アイビーリア郡に属し、土地は低く湿地の多い無人島である。島には樹木はほとんどない。南はメキシコ湾に面し、本土との間は東はイーストコートブランチ湾、北はウェストコートブランチ湾、北西はヴァーミリオン湾、西はサウスウェストパスで隔てられている。
魚釣り、野鳥観察、シュリンプ漁などで知られている。
面積は258.95平方キロメートルである。